# Реміґіюс Жалюнас
Реміґіюс Жалюнас (2 липня 1961, Ульсядаш, Плунгеський район, Литва) — литовський кардіолог, ректор Медичного університету в Каунасі.

## Життєпис
Навчався у школі, у своєму рідному місті Ульсядаш, поблизу Плунге, після чого навчався в Каунаському медичному інституті (КМІ), який закінчив у 1986.
З 1988 по 1990 навчався на аспірантурі в Інституті кардіології КМІ.
У 1990 р. здобув ступінь доктора, а через п’ять років також абілітацію.
З 1986 працював лікарем-інтерністом у KMI, з 1987 року - кардіологом у клініці KMI у Каунасі.
З 1990 по 1991 рік був молодшим співробітником Інституту кардіології, а в 1991- 1993 роках був асистентом кардіологічної клініки Каунаської медичної академії.
З 1993 по 1998 був помічником декана медичного факультету академії.
З 2000 працював на посаді професора Медичного університету в Каунасі.
У 1998–2002 був проректором з питань студентів.
У 2001 очолив університетську клініку, а через рік обраний ректором університету.